# Бельгія на літніх Олімпійських іграх 1900
Бельгія дебютувала на літніх Олімпійських іграх 1900 і була представлена 64 спортсменами в одинадцяти видів спорту, та ймовірно були інші невідомі бельгійські спортсмени серед академічної греблі, кінного спорту та стрільби з лука. Країна зайняла п'яте місце в загальнокомандному медальному заліку.
Результат змагання по футболу виділено курсивом, зараховано змішаній команді. Гендрік ван Гьоккелюм - датчанин, а Ерік Торнтон - англієць.

## Медалісти

### Золото
|   |                         |                                         |
| № | Спортсмени              | Вид спорту (дисципліна)                 |
| 1 | Еме Хегеман             | Кінний спорт (конкур)                   |
| 2 | Констант ван Лангендонк | Кінний спорт (стрибки в довжину)        |
| 3 | Жорж Нагельмакерс       | Кінний спорт (почтові перегони)         |
| 4 | Еммануель Фулон         | Стрільба з лука (а ля ерш)              |
| 5 | Хуберт ван Інніс        | Стрільба з лука (кордон доре, 33 метри) |
| 6 | Хуберт ван Інніс        | Стрільба з лука (шапеле, 33 метри)      |

### Срібло
|   | |                                          |
| № | Спортсмени | Вид спорту (дисципліна)                  |
| 1 | Жуль Де Бішо, Проспер Бруґґеман, Моріс Вердонк, Оскар де Кок, Марсель ван Кромбрюґґе, Франк Одберґ, Оскар де Сомвіль, Моріс Гемелсут, Альфред ван Ландеґем | Академічна веслування (вісімки)          |
| 2 | Жан де Бекер, Віктор де Бер, Анрі Коен, Оскар Ґреґуар, Альбер Мішан, Віктор Соннеманс, Фернан Феяртс, Жорж Ромас, Гійом Серон, Артур Аптон                 | Водне поло (чоловіки)                    |
| 3 | Жорж ван де Пьоле | Кінний спорт (конкур)                    |
| 4 | Рене Гійо | Стрільба (трап)                          |
| 5 | Еміль Дрюа | Стрільба з лука (а ля ерш)               |
| 6 | Хуберт ван Інніс | Стрільба з лука (кордон доре, 50 метрів) |

### Бронза
|   | |                                                  |
| № | Спортсмени | Вид спорту (дисципліна)                          |
| 1 | Жорж ван де Пьоле | Кінний спорт (стрибки в висоту)                  |
| 2 | Шарль Верже | Стрільба (гвинтівка стоячи, 300 метрів)          |
| 3 | Пауль ван Асбрук | Стрільба (гвинтівка з трьох позицій, 300 метрів) |
| 4 | Луї Гліньє | Стрільба із лука (а ля пірамід)                  |
| 5 | Альбер Дельбек, Рауль Келеком, Марсель Лебутт, Люсьєн Лондо, Ернест Мелен, Юджин Ніфз,Георгес Пельгрімз, Альфонс Реньє, Еміль Спанног | Футбол (чоловіки)                                |

## Результати змагань

### Академічна гребля
Жирним показані рульові.
| Змагання           | Спортсмени | Півфінал  | Півфінал | Фінал      | Фінал      |
| Змагання           | Спортсмени | Результат | Місце    | Результат  | Місце      |
| ------------------ | --- | --------- | -------- | ---------- | ---------- |
| Двійки з рульовими | Проспер Бруґґеман, Моріс Гемелсут, невідомий рульовий | 7:00,4    | 3        | не пройшов | не пройшов |
| Вісмки             | Жуль Де Бішо, Проспер Бруґґеман, Моріс Вердонк, Оскар де Кок, Марсель ван Кромбрюґґе, Франк Одберґ, Оскар де Сомвіль, Моріс Гемелсут, Альфред ван Ландеґем | 5:00,2    | 2        | 6:13,8     | 2          |

### Велоспорт
| Змагання | Спортсмен | Перший раунд | Перший раунд | Чвертьфінал | Чвертьфінал | Півфінал   | Півфінал   | Фінал      | Фінал      |
| Змагання | Спортсмен | Результат    | Місце        | Результат   | Місце       | Результат  | Місце      | Результат  | Місце      |
| -------- | --------- | ------------ | ------------ | ----------- | ----------- | ---------- | ---------- | ---------- | ---------- |
| Спринт   | Вінсент   | невідомо     | 2            | невідомо    | 2           | не пройшов | не пройшов | не пройшов | не пройшов |

### Водні види спорту

#### Водне поло
Склад команди
Brussels Swimming and Water Polo Club
- Жан де Бекер(інші мови)
- Віктор де Бер(інші мови)
- Анрі Коен(інші мови)
- Оскар Ґреґуар
- Альбер Мішан
- Віктор Соннеманс(інші мови)
- Фернан Феяртс
- Жорж Ромас(інші мови)
- Гійом Серон(інші мови)
- Артур Аптон(інші мови)

#### Змагання
Чвертьфінал
| 11 серпня 1900 | Brussels Swimming and Water Polo Club | 2 – 0 | Pupilles de Neptune de Lille #1 |  |

Півфінал
| 12 серпня 1900 | Brussels Swimming and Water Polo Club | 4 – 1 | Libellule de Paris |  |

Фінал
| 12 серпня 1900 | Osborne Swimming Club of Manchester | 7 – 2 | Brussels Swimming and Water Polo Club |  |

Підсумкове місце — 2

#### Плавання
| Змагання                   | Спортсмени | Півфінал  | Півфінал | Фінал      | Фінал      |
| Змагання                   | Спортсмени | Результат | Місце    | Результат  | Місце      |
| -------------------------- | ---------- | --------- | -------- | ---------- | ---------- |
| 4000 метрів вільним стилем | Германд    | DNF       | —        | не пройшов | не пройшов |

### Кінний спорт
| Змагання          | Спортсмен                    | Кінь          | Результат | Місце |
| ----------------- | ---------------------------- | ------------- | --------- | ----- |
| Конкур            | Еме Хегеман                  | Бентон II     | 2:16,0    | 1     |
| Конкур            | Констант ван Лангендонк      | невідомо      | невідомо  | 4-37  |
| Конкур            | Жорж Крин                    | невідомо      | невідомо  | 4-37  |
| Конкур            | Жорж ван де Пьоле            | Вінзор Сквайр | 2:17,6    | 2     |
| Стрибки в довжину | Констант ван Лангендонк      | Екстра-Драй   | 6,10 м    | 1     |
| Стрибки в довжину | ван дер Мьолен               | Ветт          | невідомий | 5-17  |
| Стрибки в висоту  | Жорж ван де Пьоле            | Людлов        | 1,70 м    | 3     |
| Стрибки в висоту  | Констант ван Лангендонк      | Блек Флай     | невідомо  | 9-19  |
| Хакс та хантер    | Жорж ван де Пьоле            | невідомо      | невідомо  | 5-51  |
| Почтові перегони  | Жорж Нагельмакерс            | невідомо      | невідомо  | 1     |
| Почтові перегони  | Жорж Шодоар                  | невідомо      | невідомо  | 5-31  |
| Почтові перегони  | Поль Ламбер                  | невідомо      | невідомо  | 5-31  |
| Почтові перегони  | Орбан                        | невідомо      | невідомо  | 5-31  |
| Почтові перегони  | Жорж Повельс                 | невідомо      | невідомо  | 5-31  |
| Почтові перегони  | Гастон Сен-Поль де Сінсе     | невідомо      | невідомо  | 5-31  |
| Почтові перегони  | Етьєн ван Зейлен ван Нейвелт | невідомо      | невідомо  | 5-31  |

### Крокет
| Змагання            | Спортсмен      | Перший раунд | Другий раунд | Фінал      |
| Змагання            | Спортсмен      | Результат    | Результат    | Результат  |
| ------------------- | -------------- | ------------ | ------------ | ---------- |
| Одиночки, один м'яч | Марсель Хатьєн | не закінчив  | не пройшов   | не пройшов |

### Спортивна гімнастика
| Змагання               | Спортсмени | Фінал     | Фінал |
| Змагання               | Спортсмени | Результат | Місце |
| ---------------------- | ---------- | --------- | ----- |
| Індивідуальна першість | Де Пуртен  | 207       | 99    |
| Індивідуальна першість | Мішле      | 200       | 112   |

### Стрільба
| Змагання                              | Спортсмени                                                         | Фінал     | Фінал |
| Змагання                              | Спортсмени                                                         | Результат | Місце |
| ------------------------------------- | ------------------------------------------------------------------ | --------- | ----- |
| Пістолет, 50 метрів                   | Альбан Руман                                                       | 405       | 13    |
| Пістолет, 50 метрів                   | Еміль Тевес                                                        | 404       | 14    |
| Пістолет, 50 метрів                   | Віктор Робер                                                       | 351       | 16    |
| Пістолет, 50 метрів                   | П'єр Айхгорн                                                       | 345       | 17    |
| Пістолет, 50 метрів                   | Шарль Лебек                                                        | 318       | 19    |
| Пістолет серед команд, 50 метрів      | Альбан Руман, Еміль Тевес, Віктор Робер, П'єр Айхгорн, Шарль Лебек | 1823      | 4     |
| Гвинтівка стоячи, 300 метрів          | Шарль Верже                                                        | 298       | 3     |
| Гвинтівка стоячи, 300 метрів          | Пауль ван Асбрук                                                   | 297       | 4     |
| Гвинтівка стоячи, 300 метрів          | Жюль Бюрі                                                          | 282       | 7     |
| Гвинтівка стоячи, 300 метрів          | Едуард Муан                                                        | 265       | 21    |
| Гвинтівка стоячи, 300 метрів          | Жозеф Барас                                                        | 233       | 30    |
| Гвинтівка з коліна, 300 метрів        | Пауль ван Асбрук                                                   | 308       | 4     |
| Гвинтівка з коліна, 300 метрів        | Шарль Верже                                                        | 297       | 9     |
| Гвинтівка з коліна, 300 метрів        | Жюль Бюрі                                                          | 269       | 24    |
| Гвинтівка з коліна, 300 метрів        | Едуард Муан                                                        | 249       | 29    |
| Гвинтівка з коліна, 300 метрів        | Жозеф Барас                                                        | 210       | 30    |
| Гвинтівка лежачи, 300 метрів          | Пауль ван Асбрук                                                   | 312       | 8     |
| Гвинтівка лежачи, 300 метрів          | Едуард Муан                                                        | 304       | 13    |
| Гвинтівка лежачи, 300 метрів          | Шарль Верже                                                        | 302       | 15    |
| Гвинтівка лежачи, 300 метрів          | Жозеф Барас                                                        | 270       | 28    |
| Гвинтівка лежачи, 300 метрів          | Жюль Бюрі                                                          | 270       | 28    |
| Гвинтівка з трьох позицій, 300 метрів | Пауль ван Асбрук                                                   | 917       | 3     |
| Гвинтівка з трьох позицій, 300 метрів | Шарль Верже                                                        | 897       | 6     |
| Гвинтівка з трьох позицій, 300 метрів | Жюль Бюрі                                                          | 821       | 22    |
| Гвинтівка з трьох позицій, 300 метрів | Едуард Муан                                                        | 818       | 23    |
| Гвинтівка з трьох позицій, 300 метрів | Жозеф Барас                                                        | 713       | 30    |
| Гвинтівка серед команд, 300 метрів    | Пауль ван Асбрук, Шарль Верже, Жюль Бюрі, Едуард Муан, Жозеф Барас | 4166      | 6     |
| Трап                                  | Рене Гійо                                                          | 17        | 2     |

### Стрільба із лука
| Змагання               | Спортсмени       | Фінал     | Фінал |
| Змагання               | Спортсмени       | Результат | Місце |
| ---------------------- | ---------------- | --------- | ----- |
| А ля ерш               | Еммануель Фулон  | невідомо  | 1     |
| А ля ерш               | Еміль Дрюа       | невідомо  | 2     |
| А ля пірамід           | Луї Гліньє       | невідомо  | 3     |
| Кордон доре, 33 метри  | Хуберт ван Інніс | невідомо  | 1     |
| Кордон доре, 50 метрів | Хуберт ван Інніс | 29        | 2     |
| Шапеле, 33 метри       | Хуберт ван Інніс | невідомо  | 1     |
| Шапеле, 50 метрів      | Хуберт ван Інніс | невідомо  | 4     |

### Фехтування
| Змагання             | Спортсмени       | Перший раунд | Чвертьфінал | Додатковий раунд | Півфінал   | Півфінал   | Півфінал   | Фінал      | Фінал      | Фінал      | Заохочувальний фінал |
| Змагання             | Спортсмени       | Місце        | Місце       | Місце            | Місце      | Перемог    | Поразок    | Місце      | Поразок    | Поразок    | Місце                |
| -------------------- | ---------------- | ------------ | ----------- | ---------------- | ---------- | ---------- | ---------- | ---------- | ---------- | ---------- | -------------------- |
| Шпага                | Тоні Сме         | 1            | 4-6         |                  | не пройшов | не пройшов | не пройшов | не пройшов | не пройшов | не пройшов |                      |
| Рапіра               | Тоні Сме         | пройшов      | пройшов     |                  | 8          | 1          | 6          | не пройшов | не пройшов | не пройшов | 6                    |
| Рапіра серед маестро | П'єр Сельдеслаж  | пройшов      | пройшов     |                  | 5          | 3          | 4          | не пройшов | не пройшов | не пройшов | 2                    |
| Рапіра серед маестро | Сіріль Вербрюгге | пройшов      | пройшов     |                  | 7          | 1          | 6          | не пройшов | не пройшов | не пройшов | 7                    |
| Рапіра серед маестро | Фернан Десмет    | вибув        | не пройшов  | не пройшов       | не пройшов | не пройшов | не пройшов | не пройшов | не пройшов | не пройшов | не пройшов           |
| Шабля серед маестро  | Ебран            | пройшов      |             |                  | 2          | 5          | 2          | 8          | 1          | 6          |                      |

### Футбол
Склад команди
Université de Bruxelles
| Поз. | Гравець               | Матчів | Голів |
| ---- | --------------------- | ------ | ----- |
| ВР   | Марсель Лебутт (в)    | 1      | 0     |
| ЗХ   | Гендрік ван Гьоккелюм | 1      | 1     |
| ЗХ   | Альбер Дельбек        | 1      | 0     |
| ПЗ   | Рауль Келеком         | 1      | 0     |
| ПЗ   | Ернест Мелен          | 1      | 0     |
| ПЗ   | Люсьєн Лондо          | 1      | 0     |
| ПЗ   | Еміль Спанног         | 1      | 1     |
| ПЗ   | Юджин Ніфз            | 1      | 0     |
| ПЗ   | Альфонс Реньє         | 1      | 0     |
| НП   | Георгес Пельгрімз (к) | 1      | 0     |
| НП   | Ерік Торнтон          | 1      | 0     |

| Тренер      |
| ----------- |
| Франз Кеніґ |

Змагання
| Місце | Команда                 | І | В | П | ГЗ | ГП |
| ----- | ----------------------- | - | - | - | -- | -- |
| 1     | Upton Park F.C.         | 1 | 1 | 0 | 4  | 0  |
| 2     | Club Français           | 2 | 1 | 1 | 6  | 6  |
| 3     | Université de Bruxelles | 1 | 0 | 1 | 2  | 6  |

| 23 вересня, 1900 |

| Франція                                                        | 6:2 | Бельгія                             |
| -------------------------------------------------------------- | --- | ----------------------------------- |
| невідомо Марсель Ламбер Гастон Пелтьє (двічі) невідомо (двічі) |     | Еміль Спанног Гендрік ван Гьоккелюм |

| Стадіон: Велодром Вінсен Глядачів: 1500 Суддя: Джек Вуд |